# 2025年日本の補欠選挙
2025年日本の補欠選挙（2025ねんにほんのほけつせんきょ）では、日本における立法機関である衆議院および参議院における議員の欠員を補充するために2025年（令和7年）に行われる補欠選挙について取り上げる。

## 概要
補欠選挙は、議員が辞職あるいは死亡したこと等で、欠員が生じた場合にその欠員を補充するために行われる選挙である。2000年（平成12年）の公職選挙法改正によって、衆議院と参議院の補欠選挙及び再選挙（選挙の無効を起因とするものに限る。以下「統一対象再選挙」と記す）は4月と10月の年2回にまとめて実施されている。なお、補欠選挙の期日については、公職選挙法第33条の2において以下のように定められている。
- 9月16日から翌年の3月15日（第1期間）までに衆議院議員及び参議院議員の補欠選挙又は統一対象再選挙を行う事由が生じた場合は、当該期間直後の4月の第4日曜日に選挙を行う。
- 3月16日から9月15日（第2期間）までに衆議院議員及び参議院議員の補欠選挙又は統一対象再選挙を行う事由が生じた場合は、当該期間直後の10月の第4日曜日に選挙を行う。

ただし、2025年は7月20日に第27回参議院議員通常選挙が行われるため、同法第33条の2第3項の規定により、第27回参院選のタイミングでも補欠選挙を行う。
以上をまとめると、2025年に補欠選挙の行われるタイミングとしては以下の通りとなる。
- 2024年9月16日から2025年3月15日までの間に補欠選挙を行う事由が生じた場合：2025年4月27日（4月第4日曜日）に投票。
- 2025年3月16日から7月2日（第27回参院選の公示日前日）までの間に補欠選挙を行う事由が生じた場合：2025年7月20日（第27回参院選の投票日）に投票。
- 2025年7月3日（第27回参院選の公示日）から9月15日までの間に補欠選挙を行う事由が生じた場合：2025年10月26日（10月第4日曜日）に投票。

4月の補欠選挙は行われなかった（ただし、参議院の複数の選挙区に欠員があった。詳細は後述）。
7月の第27回参院選の際には東京都選挙区で合併選挙を行い、改選数（6）を1増として、最下位（7位）当選者が補欠選挙の当選者（任期3年）となった。
2025年に在職中の国会議員に係る補欠選挙の最終期限は以下の通りである。
- 第25回参議院議員通常選挙選出議員については、2024年（令和6年）9月15日までに欠員が生じた場合（同年10月の補欠選挙）。従って2025年の補欠選挙は対象とならない
- 第26回参議院議員通常選挙選出議員については、2027年（令和9年）9月15日までに欠員が生じた場合（同年10月の補欠選挙）
- 第50回衆議院議員総選挙選出議員については、解散がなければ2028年（令和10年）3月15日までに欠員が生じた場合（同年4月の補欠選挙）
- 第27回参議院議員通常選挙選出議員については、2030年（令和12年）9月15日までに欠員が生じた場合（同年10月の補欠選挙）。ただし、選挙区選出議員については選挙から3カ月以内に欠員が生じた場合は次点者が繰り上げ当選するため、2025年の補欠選挙は対象とならない

なお、第50回衆院選については、いわゆる一票の格差を理由として、全ての小選挙区を対象とした選挙無効訴訟が起こされたため、公職選挙法第33条の2第7項の規定により、この訴訟の判決が確定するまで、小選挙区の補欠選挙を実施できない。
欠員があっても補欠選挙が行われなかった参議院の選挙区
参議院の選挙区の場合、補欠選挙を行う実施要件は「（在任期間を同じくする議員の欠員の数が）通常選挙における当該選挙区の議員の定数の四分の一を超えるに至つたとき」（公職選挙法第113条第1項第4号）と規定されている。従って、定数が4人以上である埼玉県・東京都・神奈川県・愛知県・大阪府選挙区は、改選期が同じである議員の欠員が2人以上になるまで補欠選挙の実施要件を満たさないこととなる。
参議院神奈川県選挙区は2023年8月から欠員1となっていたが、2024年9月15日までに同選挙区で新たな欠員が出なかったので、2023年10月と2024年4月・10月の補欠選挙は上記の規定により実施せず、およそ2年間、欠員が続いた。
このほか第25回選出の参議院議員6人が辞職・失職して欠員となっているが、いずれも2024年9月16日以後に生じた欠員であるため、上述の通り補欠選挙の対象外だった。
従って、第25回選出の7人が欠員のまま任期を終え、第27回参院選を迎えることになった。
また、参議院東京都選挙区は第26回選出の議席が2024年6月から欠員1となっていたが、2025年3月15日までに同選挙区で新たな欠員が出なかったので、2024年10月と2025年4月の補欠選挙は上記の規定により実施せず、第27回参院選の際に欠員補充（いわゆる合併選挙）が行われるまで1年強、欠員が続いた。

## 7月の補欠（合併）選挙

### 補欠（合併）選挙実施選挙区と実施事由
参議院東京都選挙区
- 選挙事由：蓮舫（立憲民主党）が2024年6月20日告示・7月7日投開票の東京都知事選挙に立候補したことによる自動失職（退職）したため。

### 選挙結果
得票数7位の塩村文夏が補欠選挙の当選者となった。塩村の任期は3年。